# 스트라코니체구

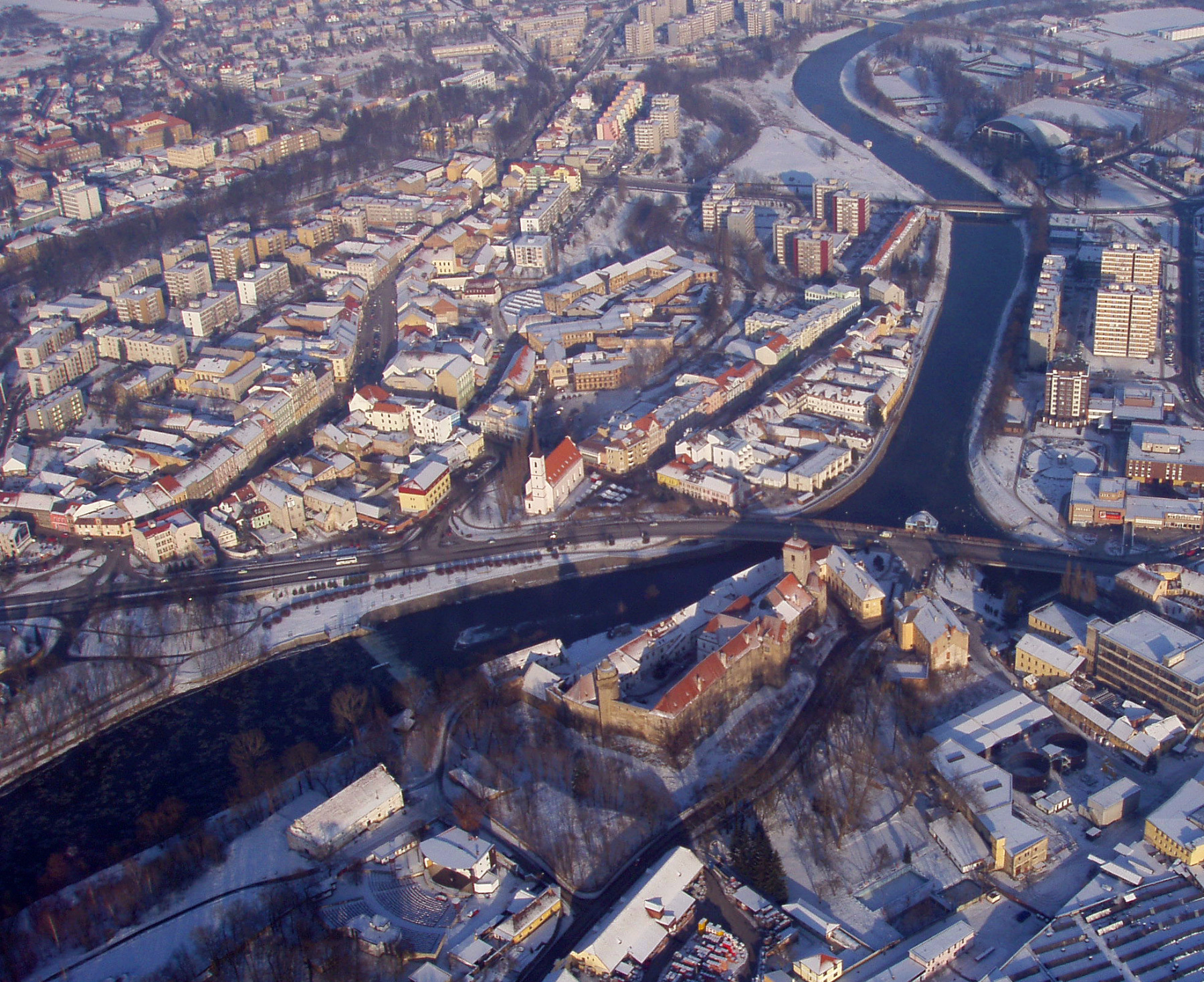
스트라코니체구의 행정 중심지인 스트라코니체

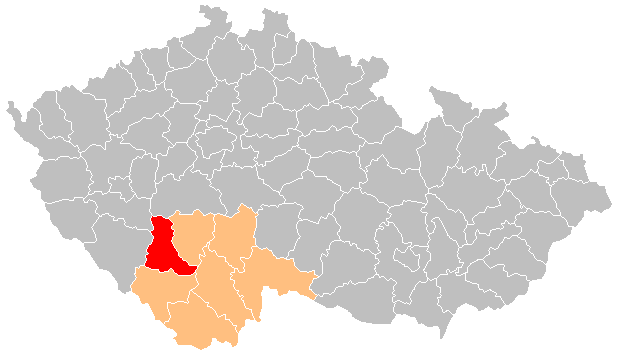
스트라코니체구의 위치

스트라코니체구(체코어: Okres Strakonice)는 체코 남보헤미아주를 구성하는 7개 구 가운데 하나로 행정 중심지는 스트라코니체이며 면적은 1,032.1km2, 인구는 70,738명(2019년 1월 1일 기준), 인구 밀도는 69명/km2이다.
남보헤미아주 북서부에 위치하며 112개 지방 자치체(11개 시, 101개 마을)를 관할한다. 남보헤미아주 프라하티체구, 피세크구, 체스케부데요비체구, 플젠주 남플젠구, 클라토비구, 중앙보헤미아주 프르지브람구와 접한다.